# ATP Birmingham 1975
L'ATP Birmingham 1975  è stato un torneo di tennis giocato sul sintetico indoor. È stata la 3ª edizione dell'ATP Birmingham, che fa parte del Commercial Union Assurance Grand Prix 1975. Si è giocato a Birmingham negli Stati Uniti, dal 20 al 26 gennaio 1975.

## Campioni

### Singolare
Jimmy Connors ha battuto in finale  Billy Martin con il punteggio di 6–4, 6–3

### Doppio
Jürgen Fassbender /  Karl Meiler hanno battuto in finale  Colin Dowdeswell /  John Yuill con il punteggio di 6–1, 3–6, 7–6